# Gary Gabelich
Gary Gabelich (29. kolovoza, 1940. – siječanj 1984.) bio je Amerikanac hrvatskog podrijetla, koji je postavio zemaljski brzinski rekord sa svojom
raketom pogonjenom automobilu "Blue Flame" ("Plavi plamen") 23. veljače 1970., postignuvši prosječnu brzinu od 1001,259 873 km/h (maksimalna brzina bila je 1001, 452863 km/h na osušenom jezeru Bonneville Salt Flats u Wendoveru, savezna država Utah. To je bio prvi rekord preko 1000 km/h. Ostao je neoboriv sve do 1983., kada ga je Richard Noble oborio sa svojim bolidom Thrust 2. 
Gabelich je poginuo u siječnju 1984. u motociklističkoj nesreći.

## Vanjske poveznice
- Blue Flame  (EN)
- Gary Gabelich(EN)
- Gary Gabelich u enciklopediji Britannica
- Gary Gabelich u HickockSports   Arhivirana inačica izvorne stranice od 6. kolovoza 2007. (Wayback Machine)
- Gary Gabelich u Answers.com
- Gary Gabelich Hrvatska tehnička enciklopedija, portal hrvatske tehničke baštine. LZMK